# Stanislav Markelov
Stanislav Markelov in russo Станислав Маркелов? (Mosca, 20 maggio 1974 – Mosca, 19 gennaio 2009) è stato un giornalista e avvocato russo per i diritti umani. Ha partecipato a numerosi casi pubblicizzati, compresi quelli di attivisti politici di sinistra e antifascisti perseguitati dagli anni '90, nonché di giornalisti e vittime della violenza della polizia. Tra l'altro, Markelov era stato l'avvocato della famiglia di Ėl'za Kungaeva, una giovane donna cecena uccisa dal colonnello russo Jurij Budanov, che era stata rilasciata dal carcere a metà gennaio, 15 mesi prima della scadenza della sua condanna originaria.
Venne ucciso da un killer insieme alla giornalista Anastasija Baburova mentre si trovavano per le strade di Mosca.

## Carriera
Markelov era uno dei presidenti dell'Istituto Russo per lo Stato di Diritto. Come avvocato, aveva rappresentato Anna Politkovskaja (uccisa a Mosca nel 2006), Michail Beketov (direttore di un giornale dell'opposizione, pestato a sangue nel novembre 2008); e di molteplici civili ceceni vittime di tortura. Aveva anche difeso le vittime della crisi degli ostaggi al teatro Dubrovka.

### Omicidio
Markelov venne ucciso a colpi d'arma da fuoco il 19 gennaio 2009, mentre lasciava una conferenza stampa a Mosca, a meno di mezzo miglio dal Cremlino. Aveva 34 anni. Anastasija Baburova, giornalista di Novaja Gazeta che cercò di fornirgli prima assistenza venne anch'ella colpita e uccisa.

#### Reazioni
Secondo la BBC, Markelov si apprestava a fare appello contro la scarcerazione (concessa perché "pentitosi del fatto") di Jurij D. Budanov, ex comandante carrista russo, condannato a dieci anni per l'uccisione di una giovane donna cecena. Budanov denunciò l'omicidio come una provocazione tesa a creare animosità tra russi e ceceni, e offrì le sue condoglianze alle famiglie dei due deceduti.
Per l'analista militare russo Pavel Fel'gengauėr, i dettagli dei due omicidi indicano il coinvolgimento dei servizi segreti russi:
"Secondo il personale di Novaja Gazeta, di cui faccio parte, i servizi di sicurezza russi o elementi deviati all'interno di tali servizi sono i primi sospettati per gli omicidi di Baburova e Markelov. La sfrontatezza dell'attacco, con un singolo tiratore in piena luce del giorno nel centro di Mosca, richiede una pianificazione preliminare professionale e una sorveglianza che necessiterebbero che i servizi di sicurezza, che controllano da vicino quel particolare quartiere, tenessero un occhio chiuso. L'uso di un'arma con silenziatore non combacia con gli usuali schemi di omicidi da parte dei gruppi giovanili neonazisti in Russia, che usano esplosivi casalinghi, coltelli, e assalti di gruppo per pestare e accoltellare a morte gli opponenti. Gli uffici del presidente russo Dmitrij Medvedev e del Primo Ministro Vladimir Putin non hanno pubblicato alcuna dichiarazione che esprima indignazione o offra condoglianze per i due omicidi. Ciò segue il solito schema di comportamento del regime autoritario di Putin, quando i suoi critici vengono uccisi a sangue freddo".
Le indagini della stazione radio Eco di Mosca indicano che la maggioranza della popolazione non ha fiducia che le autorità possano investigare adeguatamente l'omicidio, e crede che i crimini non saranno risolti.
Più di 300 giovani protestarono a Mosca, con slogan come "Russia Unita è fascista" e "Markelov vive". Più di 2 000 persone scesero in strada a Groznyj.
Human Rights Watch e Amnesty International invitarono le autorità a condurre un'indagine imparziale.

#### Indagine
Nel novembre 2009, le autorità russe dichiararono la fine delle indagini. Il sospettato per l'omicidio era il ventinovenne Nikita Tichonov e la sua ragazza, la ventiquattrenne Evgenija Chasis, membri di un gruppo nazionalista neonazista radicale. Secondo gli investigatori, Tichonov avrebbe commesso il crimine, mentre Chasis gli avrebbe fatto da basista, informandolo dei movimenti di Markelov e Baburova. Il movente sarebbe la vendetta per i lavori precedenti di Markelov come avvocato di attivisti antifascisti. I sospettati vennero arrestati e avrebbero confessato. Nel maggio 2011 Tichonov venne condannato alla prigione a vita, mentre Khasis venne condannata a 18 anni.
Il direttore dei servizi segreti russi (FSB) Aleksandr Bortnikov fece rapporto al presidente russo Dmitrij Medvedev sostenendo che il gruppo radicale in questione avrebbe commesso un omicidio per odio etnico nel settembre 2009 e ne preparava un altro "che avrebbe potuto divenire un omicidio di grande risonanza".
Nel 2015 un altro membro del gruppo nazionalista BORN, Il'ja Gorjačev, venne condannato per l'omicidio di Markelov.